# Ferdinando d'Adda
Ferdinando d'Adda (1. září 1650 Milán – 27. ledna 1719 Řím) byl italský kardinál.

## Život a kariéra
Pocházel ze starého šlechtického rodu d'Adda. Studoval práva na univerzitě v Bologni a Pavii.
Byl prefektem Congregazione dei Riti a nunciem v Londýně za vlády Jakuba II. V Anglii měl zajistit intervenci krále u Ludvíka XIV. pro pronásledované francouzské protestanty. Alexandr VIII. ho jmenoval kardinálem 13. února 1690. Účastnil se dvakrát konkláve, roku 1691 a 1700. Roku 1715 se stal kardinálem-biskupem z Albana.
Zemřel ve svém římském paláci a je pohřben v kostele San Carlo ai Catinari.